# Ursgölen
Ursgölen är en sjö i Emmaboda kommun och Nybro kommun i Småland och ingår i Lyckebyåns huvudavrinningsområde. Sjön har en area på 0,0827 kvadratkilometer och ligger 143,9 meter över havet.

## Delavrinningsområde
Ursgölen ingår i det delavrinningsområde (627892-149199) som SMHI kallar för Inloppet i Norrsjön. Medelhöjden är 150 meter över havet och ytan är 7,09 kvadratkilometer. Det finns ett avrinningsområde uppströms, och räknas det in blir den ackumulerade arean 18,13 kvadratkilometer. Gusemålabäcken som avvattnar avrinningsområdet har biflödesordning 2, vilket innebär att vattnet flödar genom totalt 2 vattendrag innan det når havet efter 72 kilometer. Avrinningsområdet består mestadels av skog (95 %). Avrinningsområdet har 0,13 kvadratkilometer vattenytor vilket ger det en sjöprocent på 1,8 %.